# Stanza's van Dzyan
De Stanza's van Dzyan vormen de basis van Helena Blavatsky's boek De Geheime Leer (1888), het standaardwerk van de theosofische beweging.
Blavatsky zou in de periode tussen 1851 en 1873 meerdere malen en voor een totaal van zeven jaar in Tibet hebben verbleven en daar onder leiding van Mahatma's (Wijzen van een daar aanwezige occulte broederschap) de teksten van de stanza's hebben bestudeerd. Die teksten zouden geschreven zijn in de mysterieuze taal  Senzar. Het is een taal die volgens Blavatsky al miljoenen jaren oud moet zijn.  Want er was een tijd dat deze taal bekend was aan de ingewijden van elk volk, toen de voorouders van de Tolteken haar even gemakkelijk verstonden als de bewoners van het verloren Atlantis, die haar op hun beurt erfden van de wijzen van het derde ras, de manushi’s, die haar rechtstreeks van de deva’s van het tweede en eerste ras hadden geleerd . 
Die teksten maakten weer deel uit van een grotere  verzameling die zij aanduidde met het  Boek van Dzyan. In de inleiding van De Geheime Leer schreef Blavatsky, Het boek van Dzyan (of ‘Dzan’) is volslagen onbekend aan onze taalkundigen, of in ieder geval hadden zij er onder de tegenwoordige naam nooit van gehoord. Dit is natuurlijk een groot nadeel voor degenen, die de door de officiële wetenschap voorgeschreven onderzoekmethoden volgen, maar voor de onderzoekers van het occultisme en voor iedere echte occultist zal dit van weinig belang zijn.
In deel I van  De Geheime Leer zijn zeven stanza's opgenomen, die handelen over de vorming van de kosmos. In deel II zijn twaalf stanza's opgenomen met de komst en ontwikkeling van de mensheid als belangrijkste thema. Over de stanza's schreef Blavatsky verder nog, dat De lezer moet bedenken dat de gegeven stanza’s alleen de kosmogonie van ons eigen planetenstelsel behandelen en wat daaromheen na een zonne-pralaya zichtbaar is. De geheime leringen over de evolutie van de universele Kosmos kunnen niet worden gegeven, omdat zelfs de grootste denkers van deze tijd ze niet zouden kunnen begrijpen; er schijnen heel weinig ingewijden te zijn, zelfs onder de grootsten, die over dit onderwerp mogen speculeren. 

## Boeken van Kiu-te
In andere  geschriften, zoals het artikel  The Secret Books of  “LAM-RIM” and  DZYAN meldt Blavatsky dat het Boek van Dzyan het eerste deel is van de Commentaren op de zeven folio's van  Kiu-te. Er zouden vijfendertig delen van de Boeken van Kiu-te voor exoterische doeleinden zijn. Die delen zouden in ieder klooster van de Gelugtraditie van het Tibetaans boeddhisme aangetroffen kunnen worden. Veertien andere delen van die Commentaren, die op zich weer gebaseerd zijn op het  Boek van de Geheime Wijsheid van de Wereld ,  bevatten  een overzicht van alle occulte wetenschappen. Die veertien delen zijn geheim en worden bewaard door de panchen lama. De vroegste  delen van die Commentaren zouden van een ongekende ouderdom zijn, maar enkele fragmenten zouden bewaard zijn gebleven. 
Ondanks de bewering van Blavatsky dat het grootste deel van de  Boeken van Kiu-te dus publiek toegankelijke werken waren, bleven die ongeïdentificeerd. In 1975 publiceerde de Nederlandse theosoof Henk Spierenburg een artikel, waarin hij aantoonde dat Blavatsky de term  Boeken van Kiu-te  “overgenomen” moet hebben uit een werk uit 1730  van Francesco della Penna. Della Penna was in die periode hoofd van de missie van de kapucijnen in Tibet. Het werk is een meer algemene beschrijving van Tibet en  was al geheel in de vergetelheid geraakt, toen  het door Clements Robert Markham als bijlage werd opgenomen in het in 1876 gepubliceerde Narratives of the Mission of George Bogle to Tibet and of the Journey of Thomas Manning to Lhasa. 
Onbekend met het artikel van Spierenburg kwam enkele jaren later de Amerikaanse theosoof David Reigle tot dezelfde conclusie. Reigle stelde dat de  Boeken van Kiu-te geïdentificeerd dienden te worden met de tantra's uit de kangyur, het belangrijkste deel van de canon van het Tibetaans boeddhisme. In de tijd van  Francesco della Penna bestond er nog geen transliteratiesysteem voor het Tibetaans. Het nu daarvoor gehanteerde Wylie is pas sinds 1960 gangbaar. Reigle stelde dat Kiu-te een fonetische weergave was, omdat della Penna geen andere keus had het zo te benoemen. In het Wylie zou de klank Kiu-te weergegeven worden als "rGyud-sde", dat de betekenis van tantra heeft. Reigle acht het waarschijnlijk dat het hier zou handelen om de Kalachakratantra. Binnen de school van de Jonang van het Tibetaans boeddhisme is er een traditie, dat er naast de bekende tekst van deze tantra een oudere nu verloren versie geweest moet zijn, die in die traditie wordt aangeduid als de Kalachakra mula. Blavatsky zou gedurende haar perioden in Tibet die oudere versie bestudeerd moeten hebben, waarmee hij de stanza's identificeert.

## Opvattingen buiten theosofische kring
Auteurs, buiten strikt theosofische kring, die over het onderwerp hebben gepubliceerd, houden een verblijf van Blavatsky in Tibet zoals door haar beschreven voor onmogelijk. Op het vakgebied van de tibetologie wordt zelfs de kans dat zij ooit een stap op Tibetaanse bodem heeft gezet voor zeer onwaarschijnlijk tot geheel uitgesloten gehouden. De redenering van Reigle, dat de term Kiu-te in het werk van della Penna de betekenis zou hebben van tantra wordt niet uitgesloten tot aanvaardbaar geacht. Er wordt echter ook gesteld dat de tekst van de stanza's iedere context binnen het Tibetaans boeddhisme missen. Buiten strikt theosofische kring gaat iedere auteur ervan uit, dat de teksten van de stanza's een literair product van de verbeelding van Blavatsky zelf zijn.  Auteurs buiten theosofische kring er ook van uit dat Blavatsky voor de tekst van de stanza’s op zijn minst hevig leunde op eerder verschenen teksten. Een op het vakgebied gezaghebbende analyse is afkomstig van Gershom Scholem, tijdens zijn leven ( 1897-1982) hoogleraar joodse mystiek aan de Hebreeuwse Universiteit van Jeruzalem en grondlegger van de wetenschappelijke studie van de Kabbala. In zijn werk Major Trends in Jewish Mysticism (1961) merkt hij op dat een aanzienlijk deel van  de tekst van de stanza’s ontleend moet zijn aan, dan wel een bewerking is van de tekst van de Sifra di-tseniutha , een onderdeel van de Zohar. 